# Terpenoid
Các terpenoid, còn được gọi là isoprenoid, là một nhóm lớn và đa dạng của các hóa chất hữu cơ tự nhiên có nguồn gốc từ hợp chất 5 carbon isopren và các polymer isopren được gọi là terpen. Trong một số trường hợp đôi khi được sử dụng thay thế cho "terpen", terpenoid chứa các nhóm chức bổ sung (thường chứa oxy). Terpenoid là loại chất chuyển hóa thứ cấp lớn nhất của thực vật, chiếm khoảng 60% các hợp chất thiên nhiên đã biết. Nhiều terpenoid có hoạt tính sinh học và dược lý đáng kể và do đó được các nhà hóa dược học quan tâm.
Các terpenoid thực vật được sử dụng vì "tính thơm" của chúng và đóng một vai trò trong các bài thuốc thảo dược truyền thống. Terpenoid góp phần tạo nên hương thơm của bạch đàn, hương quế, đinh hương và gừng, màu vàng trong hoa hướng dương và màu đỏ trong cà chua. Các terpenoid nổi tiếng bao gồm citral, tinh dầu bạc hà, long não, salvinorin A trong cây Salvia divinorum, các cannabinoid có trong cần sa, ginkgolit và bilobalit có trong bạch quả, curcuminoids có trong nghệ và hạt mù tạt. Tiền vitamin A beta-carotene là một dẫn xuất terpen được gọi là carotenoid.
Steroid và sterol ở động vật được sản xuất sinh học từ tiền chất terpenoid. Đôi khi terpenoid được thêm vào protein, ví dụ để tăng cường sự gắn kết của protein với màng tế bào; điều này được gọi là isoprenyl hóa. Terpenoid đóng một vai trò trong việc bảo vệ thực vật như dự phòng chống lại các mầm bệnh và chất dẫn dụ những động vật ăn thịt nhằm tự vệ trước động vật ăn cỏ.

## Cấu trúc và phân loại
Terpenoid là terpen đã biến đổi, trong đó các nhóm methyl đã được di chuyển hoặc loại bỏ, hoặc các nguyên tử oxy được thêm vào. Một số tác giả sử dụng thuật ngữ "terpen" rộng hơn, để bao gồm các terpenoid. Cũng giống như terpen, terpenoid có thể được phân loại theo số lượng đơn vị isopren bao gồm terpen gốc:
| Terpenoid        | Terpen tương tự | Số đơn vị isopren | Số nguyên tử carbon | Công thức phân tử | Ví dụ |
| ---------------- | --------------- | ----------------- | ------------------- | ----------------- | --- |
| Hemiterpenoids   | Isopren         | 1                 | 5                   | C5H8              | DMAPP, isopentenyl pyrophosphate, isoprenol, isovaleramide, isovaleric acid, HMBPP, prenol                                                 |
| Monoterpenoids   | Monoterpenes    | 2                 | 10                  | C10H16            | Bornyl acetate, long não, carvone, citral, citronellal, citronellol, geraniol, eucalyptol, hinokitiol, iridoids, linalool, menthol, thymol |
| Sesquiterpene    | Sesquiterpene   | 3                 | 15                  | C15H24            | Farnesol, geosmin, humulone |
| Diterpenoids     | Diterpenes      | 4                 | 20                  | C20H32            | Abietic acid, ginkgolit, paclitaxel, retinol, salvinorin A, sclareol, steviol                                                              |
| Sesterterpenoids | Sesterterpenes  | 5                 | 25                  | C25H40            | Andrastin A, manoalide |
| Triterpenoids    | Triterpenes     | 6                 | 30                  | C30H48            | Amyrin, betulinic acid, limonoids, oleanolic acid, sterol, squalene, ursolic acid                                                          |
| Tetraterpenoids  | Tetraterpenes   | 8                 | 40                  | C40H64            | Carotenoid |
| Polyterpenoid    | Polyterpenes    | >8                | >40                 | (C5H8)n           | Gutta-percha, cao su tự nhiên |

Terpenoid cũng có thể được phân loại theo loại và số lượng cấu trúc vòng mà chúng chứa: mạch thẳng, mạch hở, đơn vòng, hai vòng, ba vòng, bốn vòng, năm vòng hoặc đa vòng. Thử nghiệm Salkowski có thể được sử dụng để xác định sự hiện diện của terpenoid.

Một số terpenoid tiêu biểu
Paclitaxel là một loại thuốc diterpenoid chống ung thư.
Terpineol là một loại monoterpenoid.
Humulone được phân loại vào sesquiterpenoid.
Retinol là một loại diterpenoid.
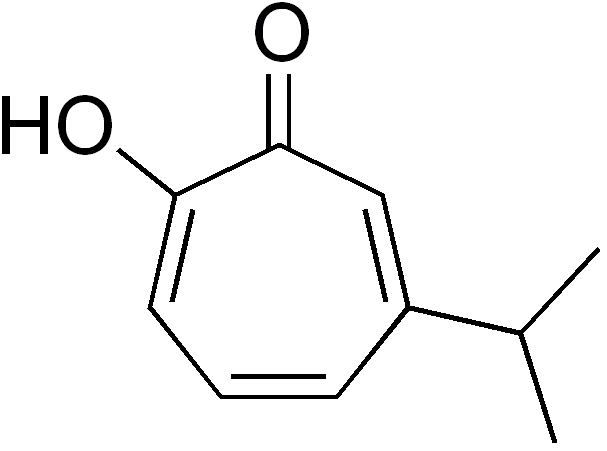
Hinokitiol là một monoterpenoid, một dẫn xuất của tropolon.
Limonin là một loại triterpenoid và limonoid phổ biến.
Geosmin là sesquiterpenoid.

## Sinh tổng hợp
Terpenoid, ít nhất là những chất có chứa nhóm chức alcohol, thường phát sinh bằng cách thủy phân các chất carbocation trung gian, vốn được tạo ra từ geranyl pyrophosphat. Thủy phân tương tự chất trung gian từ farnesyl pyrophosphat tạo ra sesquiterpene, và thủy phân chất trung gian từ geranylgeranyl pyrophosphat tạo ra diterpenoid,...